# Pseuduvaria froggattii
Pseuduvaria froggattii là loài thực vật có hoa thuộc họ Na. Loài này được Ferdinand von Mueller miêu tả khoa học đầu tiên năm 1882 dưới danh pháp Mitrephora froggattii. Năm 1986 L. W. Jessup chuyển nó sang chi Pseuduvaria.

## Phân bố
Loài này có ở Queensland, Australia.